# 京东第一集牌楼
京东第一集牌楼，建于1988年11月，位于天津市宝坻区东城路与南城东路交口东北，为木混结构的三间四柱七楼式牌楼，高16米，宽18米，牌楼正面文字为李瑞环手书的“京东第一集”，背面文字则是启功的手书——“如坻如京”，牌楼后建有小型公园，公园中有一碑亭保存有“京东第一集”碑，亦是李瑞环手书。全年免费开放。

## 建设原因
1985年，宝坻政府在东城路原有集市基础上扩大面积，增建设施，建成宝坻农贸物资交易市场，便邀请时任天津市长的李瑞环题写牌楼，并立于市场南侧。

## 名称由来
宝坻历来是京东地区重要的商贸集散地。清朝时，每逢一、三、五、七、九便是集。届时，“凡近境者披星戴月，肩摩毂击，喧填道途，络绎不绝，日斜则人影散乱，捆载而归矣”。大约就在这个时期，宝坻开始有了“京东第一集”的美誉。